# جون دافيسون (ملحن)
جون دافيسون (بالإنجليزية: John Davison)‏ هو ملحن وعازف بيانو أمريكي، ولد في 31 مايو 1930، وتوفي في 1999.